# Polisportiva Carbonia 1982-1983
Questa voce raccoglie le informazioni riguardanti la Polisportiva Carbonia nelle competizioni ufficiali della stagione 1982-1983.

## Rosa
| N. |                   | Ruolo | Calciatore        |
| -- | ----------------- | ----- | ----------------- |
|    | Italia (bandiera) | C     | Guido Accardi     |
|    | Italia (bandiera) | P     | Ugo Arca          |
|    | Italia (bandiera) | C     | Sergio Bodano     |
|    | Italia (bandiera) |       | Borelli           |
|    | Italia (bandiera) | C     | Mario Brugnera    |
|    | Italia (bandiera) | C     | Floriano Congiu   |
|    | Italia (bandiera) | C     | Marco Congiu      |
|    | Italia (bandiera) | D     | Riccardo Erriu    |
|    | Italia (bandiera) | D     | Marco Fenu        |
|    | Italia (bandiera) | P     | Angelo Meloni     |
|    | Italia (bandiera) | D     | Giuseppe Mura     |
|    | Italia (bandiera) | A     | Adriano Novellini |

| N. |                   | Ruolo | Calciatore          |
| -- | ----------------- | ----- | ------------------- |
|    | Italia (bandiera) | D     | Leopoldo Pardini    |
|    | Italia (bandiera) | A     | Pietro Pillosu      |
|    | Italia (bandiera) |       | Piras               |
|    | Italia (bandiera) | D     | Carlo Pusceddu      |
|    | Italia (bandiera) | D     | Aldo Scopa          |
|    | Italia (bandiera) | D     | Roberto Sequi       |
|    | Italia (bandiera) | C     | Giuseppe Tocco      |
|    | Italia (bandiera) | D     | Carlo Tronci        |
|    | Italia (bandiera) | P     | Giovanni Tronci     |
|    | Italia (bandiera) | C     | Giampaolo Zaccheddu |
|    | Italia (bandiera) | D     | Alessandro Zaccolo  |